# Sinagoga del Campo (Segovia)
La Sinagoga del Campo fue un templo destinado al culto hebreo ubicado en la ciudad española de Segovia, dentro de los límites de su barrio judío. Se conoce su existencia a través de un documento fechado en el reinado de Enrique IV de Castilla por el que Elvira, mujer de Diego Arias, hace entrega al maestre Samaya, físico de Enrique IV, varios enriques de oro, para la sinagoga del campo que a la sazón se obraba en Segovia.
Estaba situada frente a la puerta de San Andrés y junto a las carnicerías judías, en el corralillo llamado de los Huesos.